# A Detective's Strategy
Pour plus de détails, voir Fiche technique et Distribution.
A Detective's Strategy est un film muet américain réalisé par Lem B. Parker et sorti en 1912.

## Fiche technique
- Titre : A Detective's Strategy
- Réalisation : Lem B. Parker
- Scénario : Frederick J. Jackson
- Producteur :  William Selig
- Société de production : Selig Polyscope Company
- Société de distribution : General Film Company
- Pays d'origine :  États-Unis
- Langue : Anglais
- Format : Noir et blanc — 35 mm — 1,33:1 — Muet
- Genre : Film dramatique
- Durée : 10 minutes
- Dates de sortie : 
  - États-Unis : 23 septembre 1912
  - Royaume-Uni : 15 décembre 1912

## Distribution
- Charles Clary : Keever Harrow
- Winifred Greenwood : Mrs. Keever Harrow
- Walter McCollough : Stanton McVicker
- Lafayette McKee : Edwin Randall, le détective
- Baby Ruth Hazlette : Keever Harrow Jr.
- Lillian Leighton : Izette
- Patrick Carson : James, le majordome
- Mack Barnes : Martin Daly
- Colin Reid : Lewis Burke
- John Lancaster : le jardinier
- Will Osterberg : le conducteur
- Ann Swager : Lillian Enders
- Nellie Alexander : Madeline Edwards
- Louise Reming : Mrs. Stanley
- Emma Allen : Mrs. Morgan
- Del Vecchio : John Dillion, le chef de la Sûreté